# Vino Timmerman
Levinus (Vino) Timmerman (Rotterdam, 24 april 1950) is een Nederlands jurist gespecialiseerd in het ondernemingsrecht. Timmerman is emeritus hoogleraar aan de Rijksuniversiteit Groningen, de Universiteit Leiden en de Erasmus Universiteit Rotterdam en oud-advocaat-generaal bij de Hoge Raad der Nederlanden.

## Studie
Timmerman studeerde aan de Nederlandse Economische Hogeschool te Rotterdam. In 1988 promoveerde hij op Medezeggenschap van werknemers en multinationale ondernemingen aan de Rijksuniversiteit Utrecht.

## Functies
Timmerman was van 1989 tot en met 2003 hoogleraar ondernemingsrecht aan de Rijksuniversiteit Groningen. Hierbij vervulde hij de functie van decaan van de Groningse rechtenfaculteit van 1997 tot en met 2000. Sinds 2003 is Timmerman werkzaam als advocaat-generaal bij de Hoge Raad. In 2004 werd hij hoogleraar Ondernemingsrecht aan de Universiteit Leiden. In 2006 werd hij benoemd als hoogleraar Grondslagen van het Ondernemingsrecht aan de Erasmus Universiteit Rotterdam.
- Bibsys: 8073346
- Gemeinsame Normdatei: 129144363
- International Standard Name Identifier: 0000 0000 8207 1945
- Library of Congress Control Number: n87110133
- NARCIS: PRS1236635
- Nederlandse Thesaurus van Auteursnamen: 073518328
- Système universitaire de documentation: 106917285
- Virtual International Authority File: 25674555
- WorldCat: E39PBJmP4kBPgfqDHc93FWwV4q